# Адам Робъртс
Адам Робъртс (на английски: Adam Charles Roberts) е британски колежански преподавател, критик и романист, автор на научна фантастика и пародии (под псевдонимите Братя Робертски, A.R.R.R. Roberts, A3R Roberts, Don Brine).
Има диплома по английски език от университета в Абърдийн и докторат от Кеймбриджкия университет върху Робърт Браунинг и класиците. Преподава английска литература и творческо писане в Колежа „Роял Холоуей“ на Лондонския университет.
Адам Робъртс е номиниран 3 пъти за наградата „Артър Кларк“: през 2001 г. за дебютия му роман „Сол“, през 2007 г. за Gradisil и през 2010 г. за Yellow Blue Tibia. През 2012 г. печели награда на Британската асоциация за научна фантастика за най-добър роман и наградата „Джон Кемпбъл“ за най-добър научнофантастичен роман за Jack Glass.

### Романи
- Salt (2000)
„Сол“, изд. ИнфоДАР, ISBN 954-761-196-8
- On (2001)
- Stone (2002)
„Камъкът“, изд. ИнфоДАР, ISBN 978-954-761-133-7
- Polystom (2003)
- The Snow (2004)
- Gradisil (2006)
- Land of the Headless (2007)
- Splinter (2007)
- Swiftly: A Novel (2008)
- Yellow Blue Tibia: A Novel (2009)
- New Model Army (2010)
- By Light Alone (2011)
- Jack Glass (2012)
- Twenty Trillion Leagues Under the Sea (2014)
- Bête (2014)

### Новели и сборници с разкази
- Park Polar (2002)
- Jupiter Magnified (2003)
- Swiftly: Stories (2004)
- „S-Bomb“ in Riffing on Strings: Creative Writing Inspired by String Theory (2008)
- Anticopernicus (2011)
- Adam Robots (2013)

### Пародии
- The Soddit (2003 (Хобитът)
- The McAtrix Derided (2004)
„Макатрицата“ (2005), изд.Бард, ISBN 954-585-615-7 (по Матрицата)
- The Sellamillion (2004) (по Силмарилион)
- Star Warped (2005) (по Междузвездни войни)
- The Va Dinci Cod (2005), (по Шифърът на Леонардо)
- Doctor Whom: E.T. Shoots and Leaves (2006) (по Доктор Кой)
- I am Scrooge: A Zombie Story for Christmas (2009) (по Чарлз Дикенс, Коледна песен)
- The Dragon with the Girl Tattoo (2010) (по Мъжете, които мразеха жените/Момичето с драконовата татуировка)

### Критика
- Silk and Potatoes: Contemporary Arthurian Fantasy (1998)
- Science Fiction: the New Critical Idiom (2000)
- Tolkien: A Look Behind „The Lord of the Rings“ – с Лин Картър (обновено издание 2003)
- The History of Science Fiction (Palgrave Histories of Literature) (2006)